# (464424) 2016 BE30
(464424) 2016 BE30 es un asteroide perteneciente al cinturón de asteroides, descubierto el 11 de marzo de 2008 por el equipo Spacewatch desde el Observatorio Nacional de Kitt Peak (Arizona, Estados Unidos).